# Gigante Brazil
Gigante Brazil, nome artístico de Jorge Luiz de Souza (Rio de Janeiro, 25 de abril de 1952 — São Paulo, 20 de setembro de 2008) foi um baterista e cantor brasileiro. Considerado um dos mais importantes do movimento Vanguarda Paulista, ele era conhecido também por seu trabalho com a banda Isca de Polícia.

## Biografia
Iniciou a carreira em 1969, como integrante da banda Massa Experiência. Em 1972, chegou em São Paulo acompanhando Jorge Mautner. Em 1975, formou a banda Sindicato.
Participou da final do festival MPB 80 (Rede Globo), ao lado de Chico Evangelista, com a canção "Rastapé".
Tocou ainda com grandes nomes da MPB como Marisa Monte (teve grande exposição ao participar do disco e show "Mais". Eram de Gigante os vocais na faixa Ensaboa), Gilberto Gil, Vânia Bastos, Caetano Veloso, Itamar Assumpção, entre outros.
Faleceu no dia 20 de setembro de 2008, aos 56 anos, após uma parada cardíaca sofrida enquanto dormia, em casa.
No ano seguinte, Gigante Brasil foi homenageado, junto com Itamar Assumpção, no show Pelô de Vanguarda, no Centro Histórico de Salvador, do qual participaram Arrigo Barnabé, Jards Macalé, Lanny Gordin, Mariella Santiago, Márcia Castro e Luiz Chagas, jornalista e guitarrista da banda de Itamar, Isca de Polícia, a qual  Gigante também integrava.

## Estilo
Luiz Chagas, jornalista e músico, que tocou com o Gigante Brazil na banda na Isca de Polícia, fez o seguinte comentário a respeito do estilo musical de Gigante Brazil (texto publicado na revista Brasileiros):
| “ | "Gigante e seus solos de "bochesom" – que criava batendo a ponta dos dedos nas bochechas e usando a boca para modular os sons. Ele tocava com o corpo, os braços pareciam asas, cantava num grave que parecia vir de outra dimensão, entrava em transe e arrastava o palco e o público junto. Uma de suas características era tirar som de qualquer coisa. Copos de metal, baldes, batentes de porta que levava para o palco. Como dizia Paulo Lepetit quando lhe pediam o mapa de palco, “qual o kit de bateria do Gigante? Ah, o que tiver”." | ” |

Segundo a revista Rolling Stone Brasil, "preciso, ele era certeza de uma cozinha perfeita em qualquer show e disco que participasse: tinha "trovões nas mãos" e segurava perfeitamente tanto uma sessão de improviso ou quando fornecia a leve cama para o brilho de um intérprete."

## Discografia
| Ano  | Álbum                                                            | Artista(s)/Banda               | Selo                            | Tipo Mídia(s) |
| ---- | ---------------------------------------------------------------- | ------------------------------ | ------------------------------- | ------------- |
| 1983 | Essa tal de Gang 90 & As Absurdettes                             | Gang 90 & Absurdettes          | RCA                             | LP            |
| 1983 | Às próprias custas S/A                                           | Itamar Assumpção               | Baratos Afins                   | LP            |
| 1985 | Rosas e Tigres                                                   | Gang 90                        | Opus Columbia/CBS               | LP            |
| 1986 | Sampa Midnight – Isso não vai ficar assim                        | Itamar Assumpção               | Independente                    | LP, CD        |
| 1987 | Só                                                               | Fortuna                        | Cliptonita                      | LP            |
| 1987 | Pedra 90                                                         | Gang 90                        | Continental                     | LP            |
| 1988 | Ná Ozzetti                                                       | Ná Ozzetti                     | Continental/Atração Fonográfica | LP, CD        |
| 1988 | Itamar Assumpção                                                 | Itamar Assumpção               | Continental                     | LP            |
| 1991 | Mais                                                             | Marisa Monte                   | EMI-Odeon                       | LP, CD        |
| 1994 | Le Petit Comitê                                                  | Paulo Lepetit                  | Baratos Afins                   | CD            |
| 1995 | Ataulfo Alves por Itamar Assumpção – Para sempre agora           | Itamar Assumpção               |                                 | CD            |
| 1997 | Beleza Mano                                                      | Chico César                    | MZA Music/PolyGram              | CD            |
| 1999 | Cole Porter e George Gershwin                                    | vários artistas (participação) | Geléia Geral/WEA                | CD            |
| 2002 | Chico Buarque – Duetos                                           | Chico Buarque                  | BMG                             | CD            |
| 2002 | Do cóccix até o pescoço                                          | Elza Soares                    | Maianga Discos                  | CD            |
| 2003 | Só Xerêm                                                         | Cris Aflalo                    | Tratore                         | CD            |
| 2003 | Sempre viva                                                      | Ceumar                         | Elo Music                       | CD            |
| 2003 | Pronto!                                                          | Wandi Doratiotto               | Independente                    | CD            |
| 2006 | Paulo Lepetit & Gigante Brazil - Música Preta Branca... e etc... | Paulo Lepetit & Gigante Brazil | Elo Music                       | CD            |
| 2006 | Amor incondicional                                               | Edgard Scandurra               | ST2 Records                     | CD            |
| 2009 | Vagarosa                                                         | Céu                            | Urban Jungle/Universal Music    | CD            |
| 2009 | Sertão Negro                                                     | Daniel Taubkin                 | Organismo Vivo/Tratore          | CD            |

## Prêmios e indicações
| Ano  | Prêmio                              | Categoria           | Indicação                                                        | Resultado | Ref   |
| ---- | ----------------------------------- | ------------------- | ---------------------------------------------------------------- | --------- | ----- |
| 2007 | Prêmio Toddy de Música Independente | Melhor Álbum de MPB | Paulo Lepetit & Gigante Brazil - Música Preta Branca... e etc... | Indicado  | [ 8 ] |